# Союз ТМ-28
Союз ТМ-28 е пилотиран космически кораб от серията „Союз ТМ“ към станцията „Мир“ и 104-ти полет по програма „Союз“.

## Екипаж

### При старта

#### Основен
- Генадий Падалка(1) – командир
- Сергей Авдеев(3) – бординженер
- Юрий Батурин(1) – космонавт-изследовател

#### Дублиращ
- Сергей Залетин – командир
- Александър Калери – бординженер
- Олег Котов – космонавт-изследовател

### При кацането
- Генадий Падалка – командир
- Иван Бела – космонавт-изследовател

## Параметри на мисията
- Маса: 7150 кг
- Перигей: 190 км
- Апогей: 273 км
- Наклон на орбитата: 51,64°
- Период: 88,5 мин

## Описание на полета
„Союз ТМ-28“ извежда в орбита 26-а основна експедиция на станцията „Мир“ и първият руски политик Ю. Батурин.
Съвместният полет на двете дълговременни експедиции продължава около 10 денонощия. На 25 август Виктор Афанасиев, Сергей Трешчов и Ю. Батурин се приземяват успешно с кораба Союз ТМ-27.
На 1 септември със станцията се скачва в автоматичен режим товарния космически кораб Прогрес М-39. Корабът доставя на орбиталния комплекс храна, консумативи и оборудване.
Първото си излизане в безвъздушното пространство космонавтите извършват в повредения модул „Спектър“. Там те възстановяват електрическите кабели за управление на соларните панели, монтирани на модула.

### Космически разходки
| № | Участници                     | Начало                      | Край                        | Продължителност    |
| - | ----------------------------- | --------------------------- | --------------------------- | ------------------ |
| 1 | Генадий Падалка Сергей Авдеев | 15 септември 1998 20:00 UTC | 15 септември 1998 20:30 UTC | 30 минути          |
| 2 | Сергей Авдеев Генадий Падалка | 10 ноември 1998 19:24 UTC   | 11 ноември 1998 01:18 UTC   | 5 часа и 54 минути |

След това екипажът провежда експерименти в областта на геофизиката, астрофизиката и медицината. Физическите изследвания се извършват с помощта на спектрометър за изучаване на високоенергийните частици в космоса и радиационните пояси на Земята. Медицинските изследвания са на сърдечно-съдовите системи на космонавтите и общото им задравословно състояние.
По време на полета се наблюдават отклонения в работата на системата за регенерация на въздуха, като основно това се състои в нейния отказ да работи в автоматичен режим и се налага непрекъснатото ѝ наблюдение от страна на екипажа. На 25 октомври към комплекса се скачва товарния космически кораб „Прогрес М-40“, който носи освен храна, гориво, консумативи и поща и оборудване за предстоящия съвместен руско-словашки космически полет.
На 11 ноември се извършва второто излизане в открития космос, по време на което е инсталиран детектор на метеорити (очакват се Леонидите) и е пуснат миниспътника Спутник-41.
На 8 февруари със станцията се скачва Союз ТМ-29. Екипажа включва командира на следващата дълговременна експедиция - Виктор Афанасиев, бординженер - французина Жан-Пиер Еньоре и първият словашки гражданин в космоса - Иван Бела. Сергей Авдеев ще се присъедини към екипажа на 27 дълговременна експедиция. След около 6-дневен полет съвместен полет, със „Союз ТМ-28“ успешно се приземяват Г. Падалка и словакът И. Бела.